# Pycnacantha
Pycnacantha är ett släkte av spindlar. Pycnacantha ingår i familjen hjulspindlar.
Kladogram enligt Catalogue of Life:
| Pycnacantha | \| \| Pycnacantha dinteri \| \| \| \| \| \| Pycnacantha echinotes \| \| \| \| \| \| Pycnacantha fuscosa \| \| \| \| \| \| Pycnacantha tribulus \| \| \| \| |
|             | \| \| Pycnacantha dinteri \| \| \| \| \| \| Pycnacantha echinotes \| \| \| \| \| \| Pycnacantha fuscosa \| \| \| \| \| \| Pycnacantha tribulus \| \| \| \| |
|             | Pycnacantha dinteri |
|             | |
|             | Pycnacantha echinotes |
|             | |
|             | Pycnacantha fuscosa |
|             | |
|             | Pycnacantha tribulus |
|             | |